# Gumping (Gemeinde Maissau)
Gumping ist eine Ortschaft und Katastralgemeinde der Stadtgemeinde Maissau im Bezirk Hollabrunn. Das Dorf wurde im frühen 11. Jahrhundert gegründet. Bis 31. Dezember 1967 war Gumping eine selbständige Gemeinde im Bezirk Horn.
Gumping hat 22 Einwohner (Stand 1. Jänner 2024). 1855 hatte der Ort 84 Einwohner.

## Geographie
Gumping liegt auf dem nördlichen Bergrücken des Manhartsbergs am Ostrand des Waldviertels und westlich von Maissau, südlich der Horner Straße B4 zwischen Amelsdorf im Norden und Reikersdorf im Südwesten. Die Landesstraße L1235 führt durch Gumping. Eine direkte Verbindung zu Maissau führt über einen Waldweg.
Durch Gumping fließt der Gumpingerbach.

## Geschichte
Das Dorf wurde im frühen 11. Jahrhundert gegründet und gehörte zur Herrschaft Maissau, die mit acht Ortschaften und drei Meierhöfen (dabei Gumping) sowie drei Mühlen ein Fideikommiss bildete.
Die Reihe der Besitzer aus dem Geschlecht der Herren, ab 1653 Reichsgrafen Abensberg-Traun.
| Herrschaftsbesitzer bis 1848 | Herrschaftsbesitzer bis 1848 | Gutsbesitzer ab 1848 | Gutsbesitzer ab 1848 |
| ---------------------------- | ---------------------------- | -------------------- | -------------------- |
| 1538–1511                    | Adam Herr von Traun          | 1843–1904            | Hugo                 |
| 1551–1583                    | Johann Bernhard              | 1904–1954            | Rudolf               |
| 1583–1638                    | Sigmund Adam                 | 1954–1974            | Ferdinand            |
| 1638–1659                    | Ehrenreich                   | 1975–1994            | Ernst                |
| 1659–1715                    | Otto Ehrenreich I.           | seit 1994            | Ernst Rudolf         |
| 1715–1786                    | Johann Adam I.               |                      |                      |
| 1786–1791                    | Rudolf                       |                      |                      |
| 1791–1843                    | Johann Adam II.              |                      |                      |

Der jeweilige Herrschaftsbesitzer besaß bis 1848 auch die Obrigkeit in neun Orten: Stadt Maissau, Ober-Dürnbach, Wilhelmsdorf, Baierdorf und Gettsdorf im Viertel unter dem Manhartsberg und Gumping, Reikersdorf, Sonndorf und Gottsdorf im Viertel ober dem Manhartsberg.
Die Herrschafts- bzw. Gutsbesitzer waren bis in das 20. Jahrhundert auch Patronatsherren der Pfarre Maissau und einiger Pfarren im Waldviertel.
Gumping gehörte zur Herrschaft Maissau. Im Jahr 1795 hatte Gumping 12 Häuser und gehörte zum Wehrbezirk des löblichen Regiments G.H. Ferdinand Toskana.
Im Jahr 1774 wurden die Kinder der Ortschaft Gumping gemeinsam mit den Kindern von Amelsdorf, Buttendorf und Reikersdorf in die einklassige, achtjährige Volksschule in Sachsendorf eingeschult. Im Herbst 1824 wurden aus Platzmangel die Schüler der Gemeinde Gumping in Sachsendorf ausgeschult. Ab 24. November 1824 besuchten diese die mehrklassige Schule in Maissau.

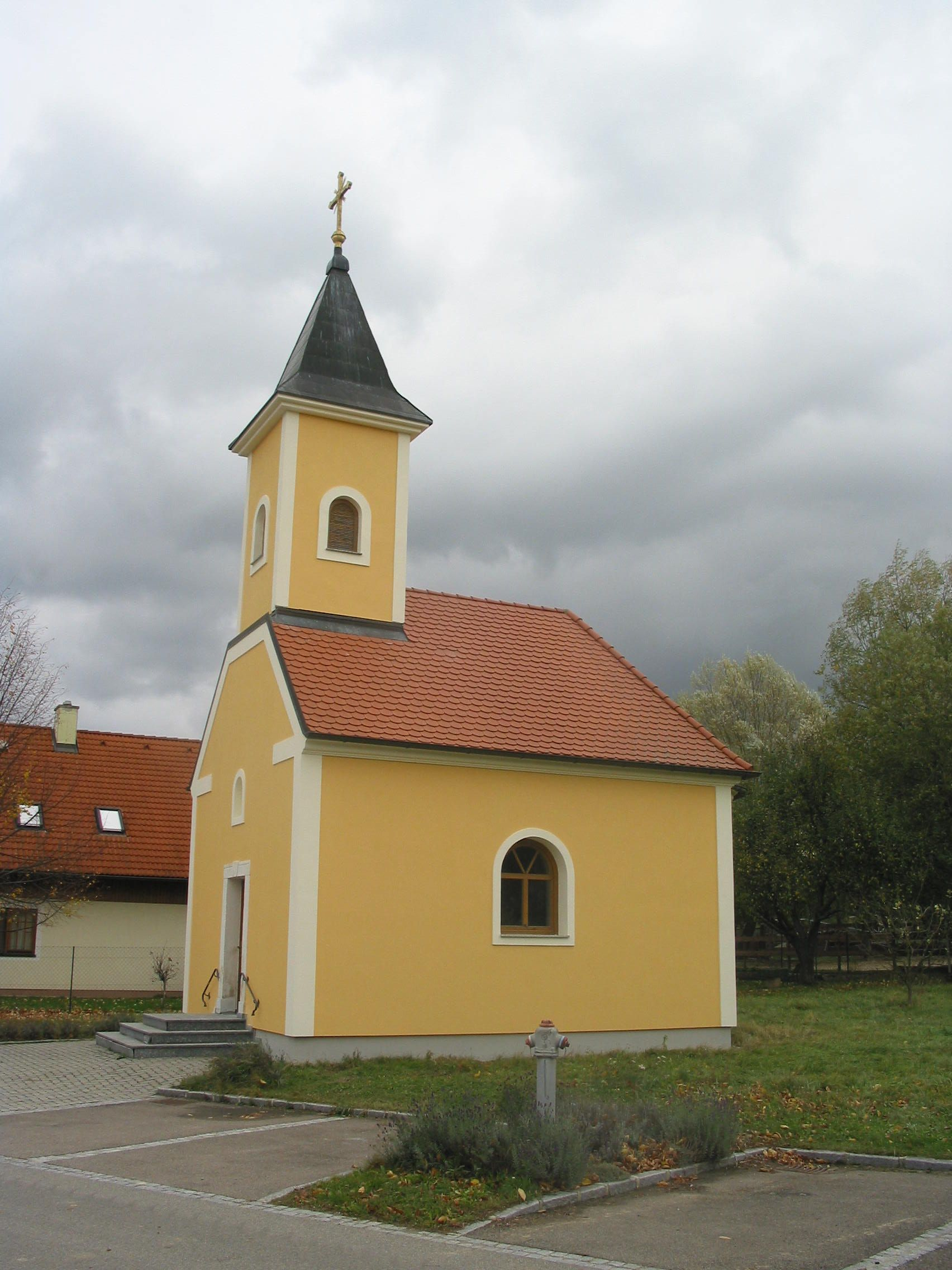
Ortskapelle Gumping; errichtet 1816

Im Jahr 1816 wurde die Kapelle errichtet. Den Altar beherrscht eine schöne Statue: Maria mit dem Jesuskind. Am 26. Juli 1853 wurde die Glocke und im Jahre 1854 die Statue des hl. Florian geweiht.
Die Bezirkshauptmannschaften nahmen am 16. Jänner 1850 ihre Tätigkeit auf. Der Bezirk Unterravelsbach (mit Gumping) wurde dem Bezirk Horn zugeteilt. Heute ist Ravelsbach beim Bezirk Hollabrunn. Als Kriterium für die Größe eines Bezirks wurde angestrebt, dass die Bezirkshauptmannschaften in einigen Stunden mit einem Pferdefuhrwerk erreicht werden konnten und am selben Tag die Heimkehr möglich sein sollte.
Im Juli 1850 fanden die ersten Gemeindewahlen in Niederösterreich statt.
1849 wurde die Gendarmerie in Österreich gegründet. Zum Posten in Maissau gehörte der Rayon Gumping mit 15 Häusern und 49 Einwohnern. Laut Adressbuch von Österreich waren im Jahr 1938 in der Ortsgemeinde Gumping ein Schuster und mehrere Landwirte ansässig.
Am 1. Jänner 1968 erfolgte im Zuge der Niederösterreichischen Kommunalstrukturverbesserung aus finanziellen und wirtschaftlichen Überlegungen heraus die Gemeindezusammenlegung mit Maissau.

## Politik
Bürgermeister der ehemaligen Gemeinde Gumping waren:

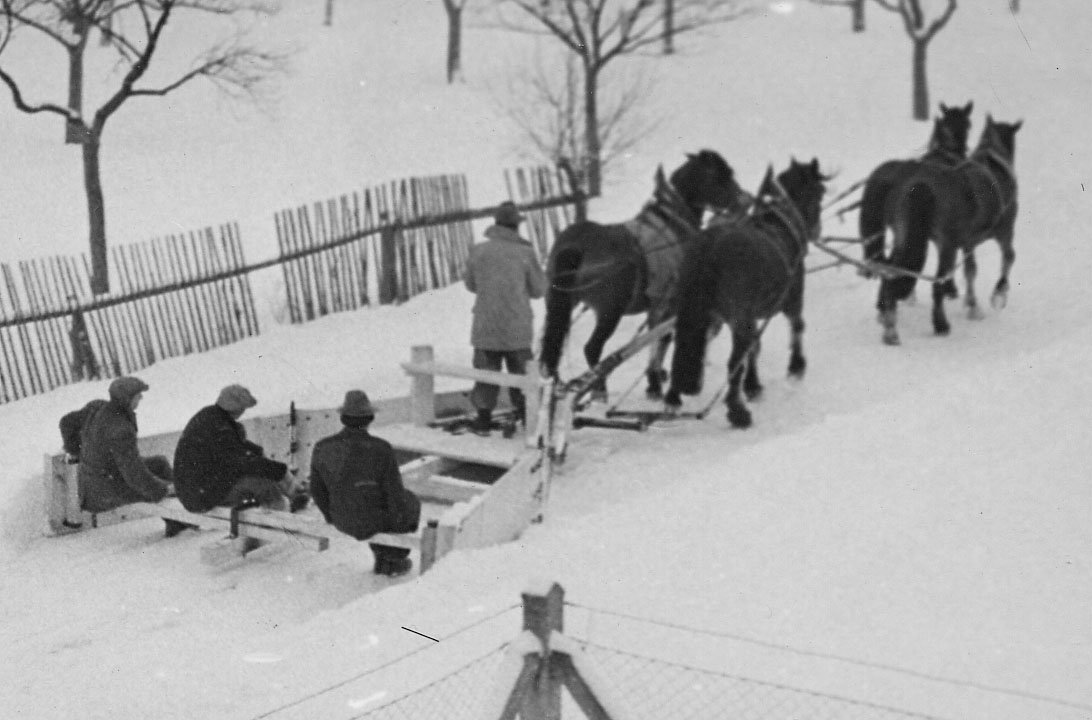
Alter Gumpinger Schneepflug in Amelsdorf, Winter 1955/56

| 29. Mai. 1947 – 03. Apr. 1953 | Josef Pajones, ÖVP (geb. 1885)  |
| 03. Mai. 1953 – 26. Mai. 1955 | Franz Pytlik, ÖVP (geb. 1893)   |
| 26. Mai. 1955 – 28. Apr. 1960 | Josef Eichhorn, ÖVP (geb. 1922) |
| 28. Apr. 1960 – 01. Jän. 1968 | Franz Pytlik, ÖVP (geb. 1921)   |